# Orejas de carnaval
Las orejas de carnaval (también conocidas como orellas de entroido) son un postre tradicional de Galicia, León y Villalmanzo que reciben este nombre por la particular forma que tienen, similar a la oreja de un cerdo. La gastronomía del carnaval incluye muchos productos que derivan del cerdo, ya que esta es una época de abstención de ciertas clases de carne. Por este motivo, se creaban réplicas de los alimentos que no se podían comer con otros ingredientes. Por ello, es en esta época del año cuando se suele ver este postre en las pastelerías de la comunidad autónoma, pues la matanza suele coincidir con la Cuaresma.

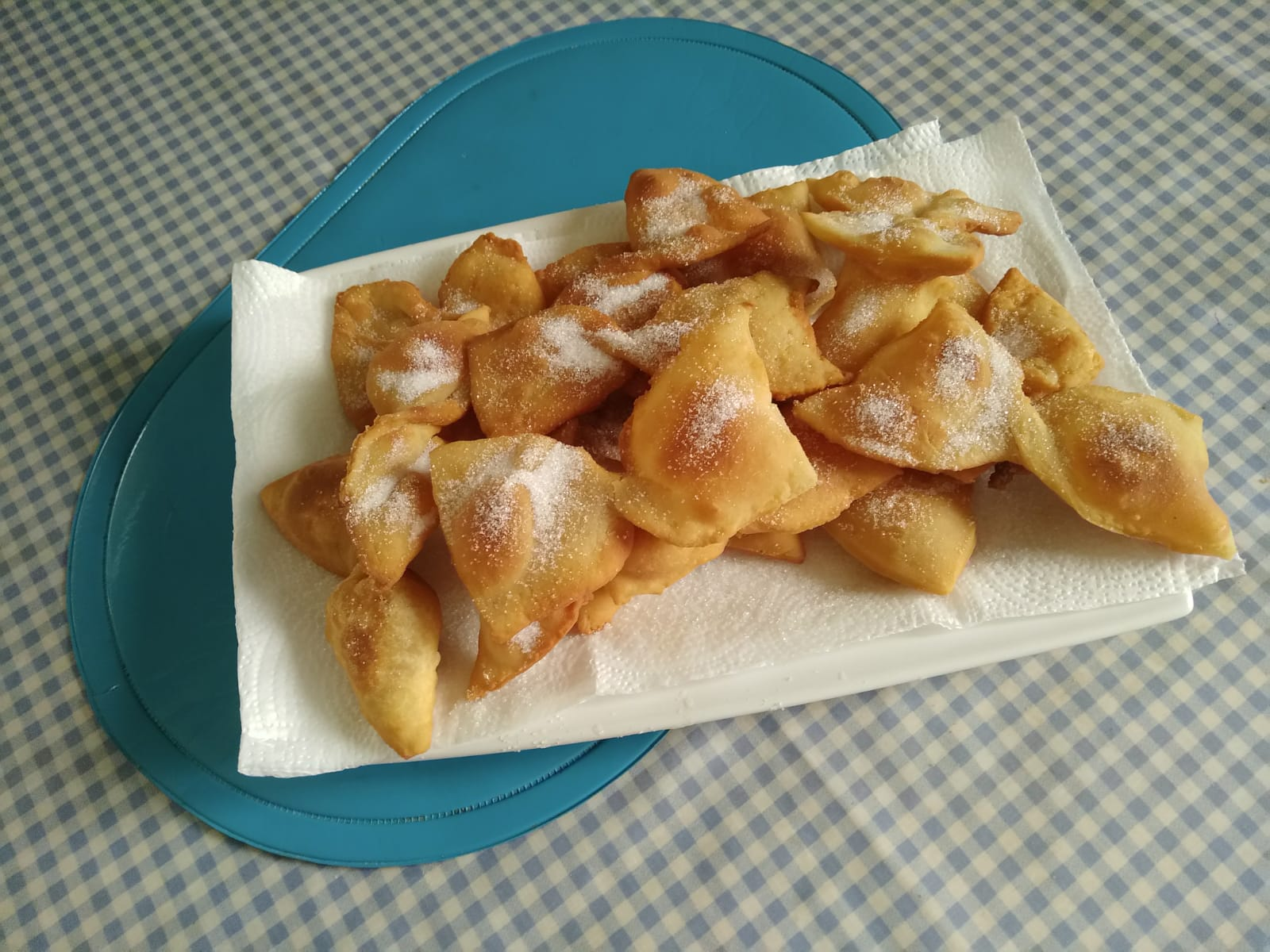
Orejas de carnaval